# Geoznanosti
Geoznanosti ili znanost o Zemlji je termin koji okuplja i odnosi se na sve znanosti koje su povezane s proučavanjem planete Zemlje. Ovo je praktično poseban slučaj udruživanja znanosti o planeti premda je Zemlja jedini planet na kojoj je poznato da postoji život. Ove znanosti interdisciplinarno pristupaju i udružuju fiziku, geologiju, zemljopis, matematiku, kemiju i biologiju kako bi izgradile kvantitativno razumijevanje različitih osnovnih dijelova ili sfera Zemljinog sustava.
Geoznanosti spadaju su prirodne znanosti koje se bave proučavanjem Zemlje. Ovo je posebna znanost koja se bavi proučavanjem planeta na kojoj živimo, njene strukture (građe), sastava, nastanka, fizičkih karakteristika, aspektima promjena i prirodnim fenomenima. Osnovne discipline znanosti o Zemlji su fizika, matematika i kemija koje imaju zadatak istražiti i razumjeti osnovne dijelove - sfere. Kao i u brojnim znanostima Zemlja se proučava s dva aspekta: eksperimentalno i teorijski.
Primena Nauka o Zemlji uključuje istraživanja mineralnih i hidrokarbonatnih resursa, kartografiju, meteorološke pojave i predviđanja vulkanskih erupcija. Znanosti o Zemlji su povezane s i astronomijom.

## Znanosti o Zemlji
- Geologija
- Geofizika
- Geodezija
- Geobotanika
- Klimatologija
- Ekologija
- Pedologija
- Oceanografija, limnologija i hidrologija
- Meteorologija
- Glaciologija
- Geografija

Neka od interdisciplinarnih područja povezanih s geonaukama su: meteorologija, geokemija, geofizika, fizička geografija, mineralogija, klimatologija i paleoklimatologija.